# Roche Taillade
La roche Taillade est un sommet des monts du Cantal dans le Massif central.

## Géographie

### Situation
La roche Taillade est située sur une ligne de crête entre les communes du Falgoux et du Fau, entre la Chapeloune et le roc d'Hozières.

### Géologie
Le sommet et les strates supérieures des escarpements sont constitués d'un porphyre gris, agrémenté de cristaux blancs de rhyacolite.

## Activités

### Protection environnementale
Le sommet est inclus dans le site Natura 2000 « Massif cantalien », dans la ZNIEFF de type 2 « Monts du Cantal », ainsi que dans la ZNIEFF de type 1 « Puy Mary ».

### Randonnée
Le sentier de grande randonnée 400 l'approche à l'ouest.